# ادل (جورجیا)
ادل، جورجیا (به انگلیسی: Adel, Georgia) یک شهر در ایالات متحده آمریکا با جمعیت ۵٬۳۳۴ نفر است که در جورجیا واقع شده‌است.